# Murshidabad (Distrikt)
Murshidabad (bengalisch: মুর্শিদাবাদ জেলা, Murśidābād jelā) ist ein Distrikt im indischen Bundesstaat Westbengalen. Er erstreckt sich über eine Fläche von 5324 km² und hatte beim Zensus 2011 7,1 Millionen Einwohner.
Die Distriktshauptstadt ist Baharampur.

## Geografie
Murshidabad grenzt an die vier westbengalischen Distrikte Nadia, Bardhaman, Birbhum und Malda, sowie den Bundesstaat Jharkhand. Der Ganges bildet die gemeinsame Grenze mit Bangladesch. Politisch ist der Distrikt in 17 Taluks unterteilt.
Der Distrikt besteht aus zwei vom Fluss Bhagirathi geteilten Regionen, die Hochebene Rarh im Westen und das fruchtbare zum Gangesdelta gehörige Bagri im Osten. Der westliche Teil des Distrikts ist durch den Anbau von Maulbeeren und der östliche Teil vom Reis-, Jute-, Mango- und Getreideanbau geprägt.

## Geschichte
Im Jahr 1197 wurde das Gebiet Teil des Königreichs Gaur, im 18. Jahrhundert übernahm es auf die Britische Ostindien-Kompanie. Historisch bedeutsam ist die Stadt Murshidabad, die einstmals Hauptstadt von Bengalen war. Die machteinflussentscheidende Schlacht bei Plassey, dem kleinen Ort Palashi, fand in diesem Gebiet statt.
Bei der Teilung Britisch-Indiens im Jahr 1947 erhielt Indien abweichend von der sonstigen Teilungsideologie den mehrheitlich muslimischen Bezirk Murshidabad, da hier ein wichtiger Zufluss des Ganges zum Fluss Hugli besteht, der für die Schiffbarkeit des Flusses und damit indirekt für den Hafen von Kolkata wichtig ist. Als Ausgleich wurde der damalige Distrikt Khulna, obwohl er eine Hindu-Mehrheit hatte, zu Ost-Pakistan (heute Bangladesch) geschlagen.

## Bevölkerung

### Einwohnerentwicklung
In den ersten Jahrzehnten des 20. Jahrhunderts wuchs die Bevölkerung nur schwach. Dies wegen Seuchen, Krankheiten und Hungersnöten. Seit der Unabhängigkeit Indiens hat sich die Bevölkerungszunahme beschleunigt. Während die Bevölkerung in der ersten Hälfte des 20. Jahrhunderts um rund 30 % zunahm, betrug das Wachstum in den fünfzig Jahren zwischen 1961 und 2011 210 %. Die Bevölkerungszunahme zwischen 2001 und 2011 lag bei 21,05 % oder rund 1.237.000 Menschen. Offizielle Bevölkerungsstatistiken werden seit 1901 geführt und veröffentlicht.
| Jahr      | 1901      | 1911      | 1921      | 1931      | 1941      | 1951      | 1961      | 1971      | 1981      | 1991      |
| Einwohner | 1.323.479 | 1.346.069 | 1.225.095 | 1.371.604 | 1.641.610 | 1.717.229 | 2.291.863 | 2.946.563 | 3.697.552 | 4.740.149 |

### Bedeutende Orte
Im Distrikt gibt es zwar 72 Orte, die als Städte (towns und census towns) gelten. Dennoch ist der Anteil der städtischer Bevölkerung im Distrikt gering. Denn nur 1.400.692 der 7.103.807 Einwohner oder 19,72 % leben in städtischen Gebieten. Die sieben Orte mit Stadtstatus sind:
Weitere Städte mit mehr als 20.000 Einwohnern sind (Einwohnerzahl in Klammern): Paschim Punropara (40.683), Aurangabad (39.261), Kankuria (36.925), Jafrabad	(28.332), Chaltia (25.336), Teghari (25.058), Gopjan (23.415), Sahajadpur (23.280), Bhasaipaikar (23.141), Salar (22.894), Paranpara (22.297), Mahadeb Nagar (21.737) und Farakka Barrage Township (20.126).

### Volksgruppen
In Indien teilt man die Bevölkerung in die drei Kategorien general population, scheduled castes und scheduled tribes ein. Die scheduled castes (anerkannte Kasten) mit (2011) 897.534 Menschen (12,63 Prozent der Bevölkerung) werden heutzutage Dalit genannt (früher auch abschätzig Unberührbare betitelt). Die scheduled tribes sind die anerkannten Stammesgemeinschaften mit (2011) 91.035 Menschen (1,28 Prozent der Bevölkerung), die sich selber als Adivasi bezeichnen. Zu ihnen gehören in Westbengalen 40 Volksgruppen. Mehr als 5000 Angehörige zählen die Santal (51.351 Personen oder 0,72 % der Distriktsbevölkerung), Mal Paharia (14.064 Personen oder 0,20 % der Distriktsbevölkerung) und Oraon (9277 Personen oder 0,13 % der Distriktsbevölkerung).